# Дуб шарлатовий
Дуб шарлатовий, дуб кошенільний (Quercus coccinea) — вид рослин з родини букових (Fagaceae); поширений у східній частині США.

## Опис
Це швидкоросле листопадне велике дерево, яке може досягати висоти понад 30 м. Кора сіра, бородавчаста, дрібно розщеплена на червонуваті внутрішні лусочки. Гілочки червоно-коричневі зверху, оливкові знизу, голі, кутові, з сочевичками. Листки від еліптичних до яйцюватих чи зворотно-яйцюватих, 7–20 × 5–13 см; основа урізана або рідше клиноподібна; 3-5 часточок з кожного боку середньої жилки; верх блискучий темно-зелений; низ блідіший з помітними білуватими прожилками; ніжка тонка, гола, жовта, 2.5–6 см. Осіннє листя яскраво-червоного кольору. Квітне навесні. Чоловічі сережки 6–8 см. Виробництво насіння починається, коли дереву близько 20 років, максимальне виробництво відбувається після 50 років. Жолуді дворічні, сидячі або на короткій ніжці; горіх від довгастого до майже кулястого, 12–22 × 10–21 мм, голий; чашечка глибиною 7–13 мм × 16.5–31.5 мм завширшки, охоплює 1/2 або 1/3 горіха, лусочки горбисті. 2n = 24.

## Поширення й екологія
Поширений у східній частині США (Вермонт, штат Теннессі, штат Південна Кароліна, штат Делавер, округ Колумбія, штат Джорджія, штат Іллінойс, штат Індіана, штат Кентуккі, штат Мен, штат Меріленд, штат Массачусетс, штат Вірджинія, штат Західна Вірджинія, штат Вісконсин, штат Коннектикут, штат Арканзас, штат Алабама, штат Мічиган, штат Міссурі, штат Нью-Гемпшир, штат Нью-Джерсі, Нью-Йорк, Північна Кароліна, Огайо, Пенсильванія, Род-Айленд).
Населяє бідні ґрунти, добре дреновані височини, сухі схили та хребти, зрідка росте на слабо дренованих ділянках; зростає на висотах 0–1500 м.
В Україні вид зростає в парках на всій території.

## Використання
Використовується комерційно для деревини і висаджується як декоративне дерево завдяки привабливому осінньому листі. Дуб був занесений в Канаду та Європу як культивований декоративний матеріал.

## Загрози
Цей вид сприйнятливий до ряду хвороб, особливо спричиненого грибком Ceratocystis fagacearum.

## Галерея

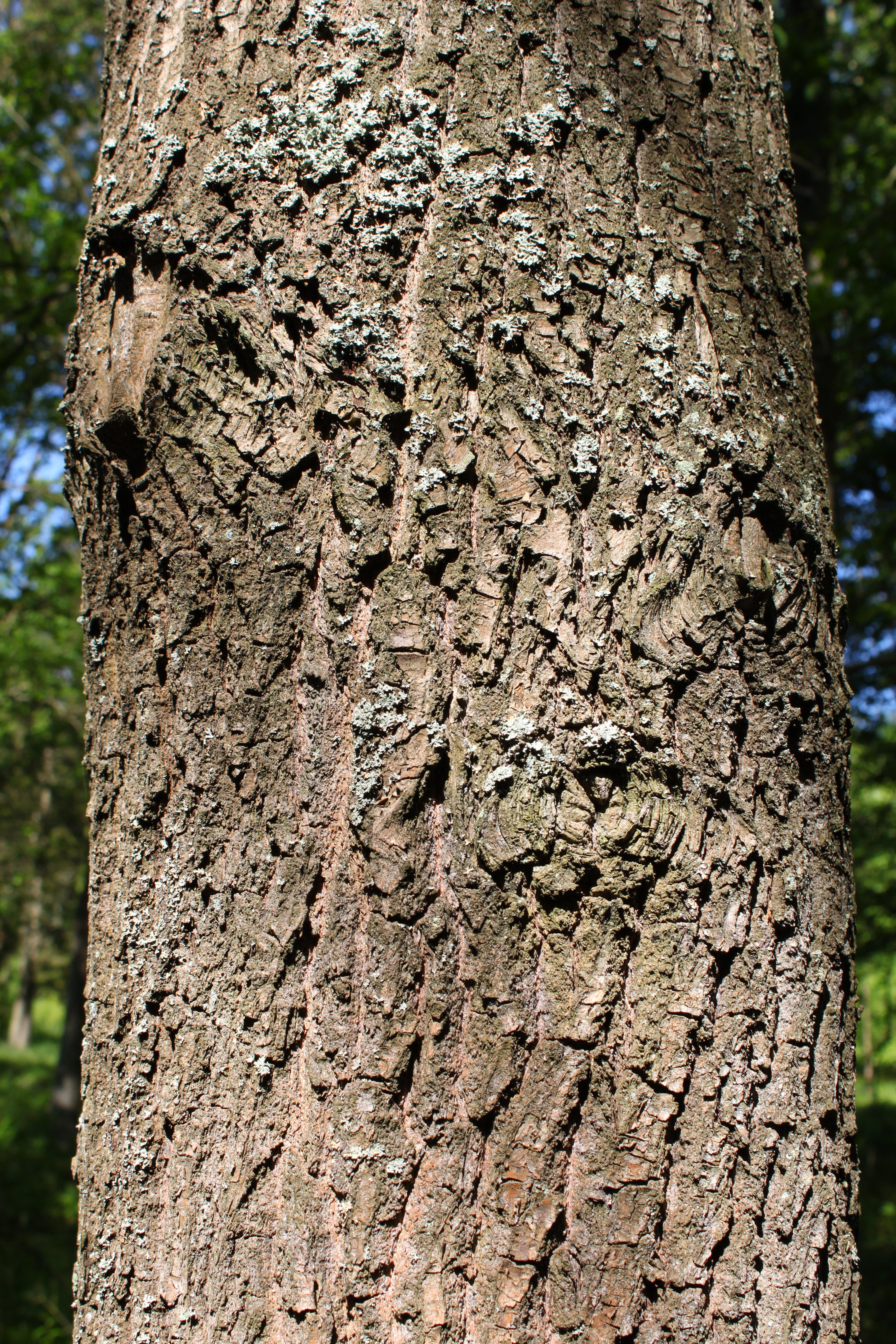
стовбур
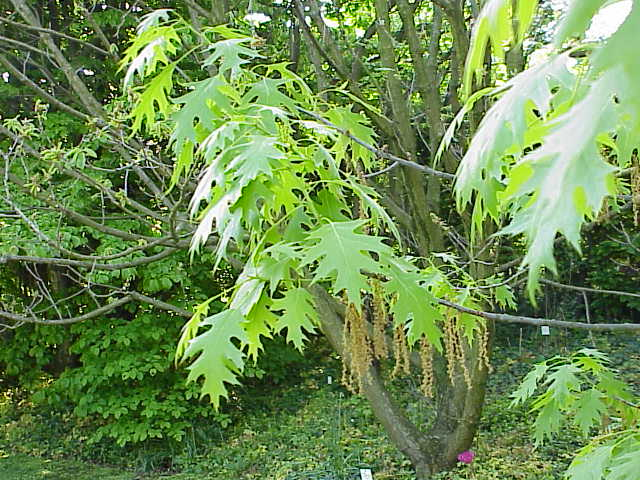
зелені листки
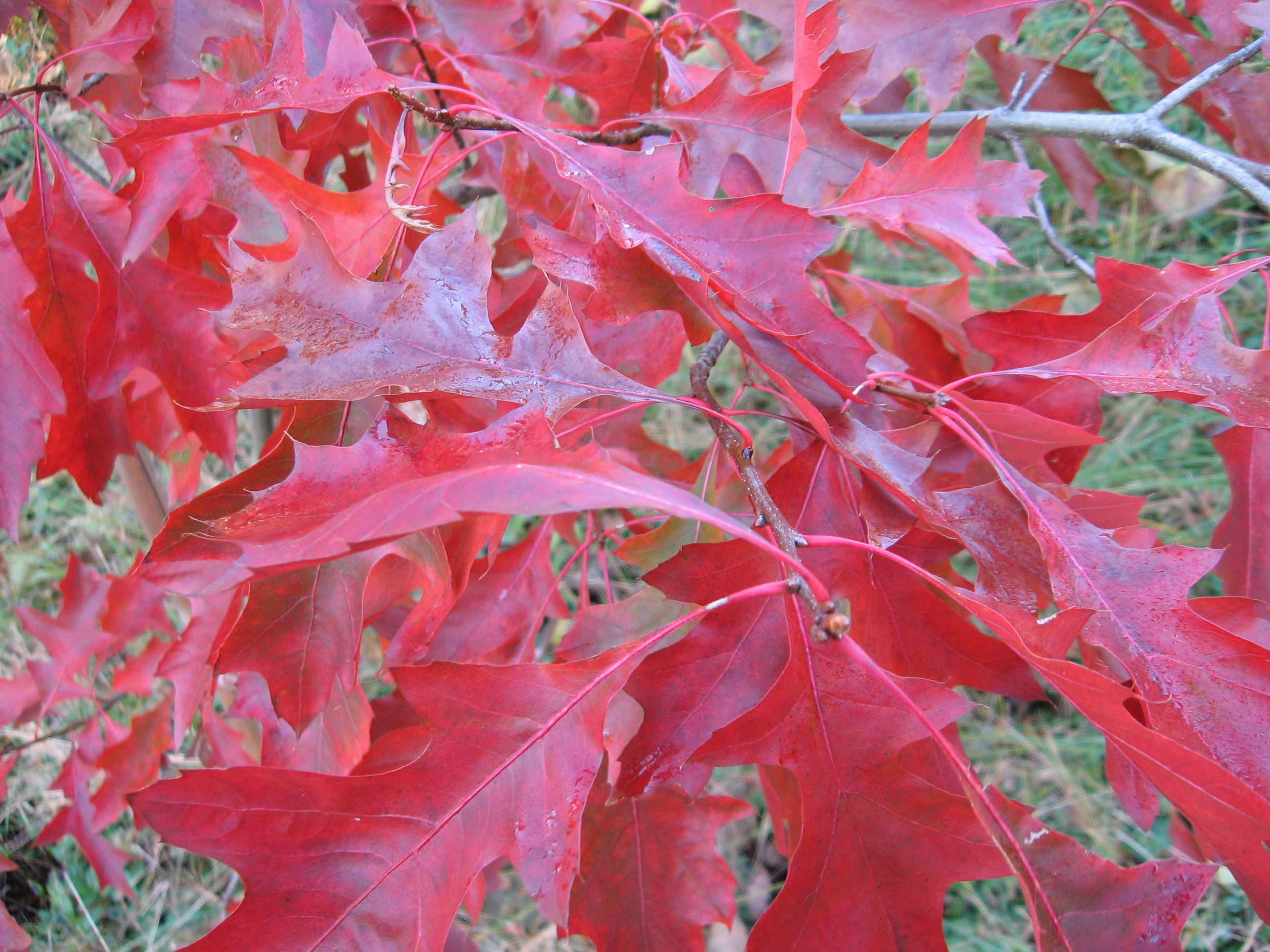
червоні листки
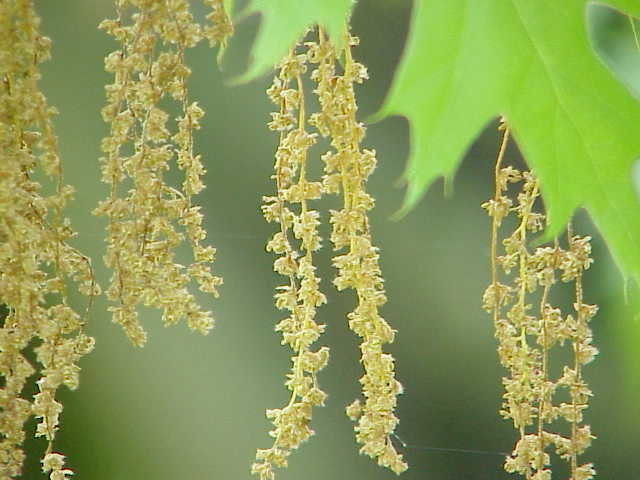
чоловічі сережки